# Mötley Crüe (альбом)
Mötley Crüe — шестой студийный альбом американской хэви-метал-группы Mötley Crüe, изданный в 1994 году на лейбле Elektra Records.

## Об альбоме
После успешного гастрольного тура в поддержку альбома Dr. Feelgood участники группы нуждались в отдыхе, но было принято решение начать работу над новой пластинкой. Общее напряжение внутри коллектива привело к тому, что вокалист Винс Нил разругался с остальными участниками и был изгнан из Mötley Crüe. В то же время лидер только что распавшейся блюз-рок-группы The Scream Джон Кораби прочёл в журнале Spin интервью с Никки Сиксом, в котором тот положительно отозвался об альбоме The Scream Let It Scream. Кораби решил поблагодарить Сикса за комплимент и обсудить возможности совместного творчества. В итоге лидер The Scream с успехом прошёл прослушивание и занял место Винса Нила за микрофонной стойкой в Mötley Crüe.
Для записи Mötley Crüe группа пригласила Боба Рока, который продюсировал их наиболее коммерчески успешные альбомы. Участники взяли на себя обязательство не употреблять наркотики, алкоголь, сигареты, красное мясо и кофеин во время работы над записью диска. За 10 месяцев плодотворной работы было подготовлено 24 песни. Существенное влияние на звучание Mötley Crüe оказал новый участник Джон Кораби, который был не только вокалистом, но и автором песен и гитаристом. До ухода Винса Нила басист Никки Сикс никогда не работал с другим соавтором текстов, а Мик Марс никогда не играл вместе со вторым гитаристом. Впоследствии Сикс признался, что ему понравилась работать с Кораби, который грамотно сбалансировал его «сумасшедшие тексты». Марс также был доволен участием Джона, который дал Мику возможность «поэкспериментировать и повеселиться вместо того, чтобы сосредотачиваться только на поддержании ритма».

## Реакция
Mötley Crüe достиг 7-го места в чарте Billboard 200 и был сертифицирован Американской ассоциацией звукозаписывающих компаний золотым диском. Обозреватель Rolling Stone Эрион Бергер в своей рецензии отметил классические риффы и тексты Mötley Crüe, а также «впечатляющий вокальный диапазон Кораби». Несмотря на это, популярность альбома быстро угасла. Поклонники Винса Нила отреагировали на Mötley Crüe весьма прохладно. Вслед за этим последовала ссора группы с MTV, причиной которой стала угроза Никки Сикса выбить зубы интервьюеру канала за его глупые вопросы. После этого коллектив лишился поддержки лейбла Elektra Records, и гастроли в поддержку новой записи сперва были сокращены, а в конечном итоге — отменены совсем.

## Список композиций
| №   | Название               | Длительность |
| --- | ---------------------- | ------------ |
| 1.  | «Power to the Music»   | 5:12         |
| 2.  | «Uncle Jack»           | 5:28         |
| 3.  | «Hooligan's Holiday»   | 5:51         |
| 4.  | «Misunderstood»        | 6:53         |
| 5.  | «Loveshine»            | 2:36         |
| 6.  | «Poison Apples»        | 3:40         |
| 7.  | «Hammered»             | 5:15         |
| 8.  | «Til Death Do Us Part» | 6:03         |
| 9.  | «Welcome to the Numb»  | 5:18         |
| 10. | «Smoke the Sky»        | 3:36         |
| 11. | «Droppin' Like Flies»  | 6:26         |
| 12. | «Driftaway»            | 4:00         |

Переиздание 2003 года
| №   | Название                                    | Длительность |
| --- | ------------------------------------------- | ------------ |
| 13. | «Hypnotized» (прежде не издавалась)         | 5:29         |
| 14. | «Babykills» (из мини-альбома Quaternary)    | 5:24         |
| 15. | «Livin' in the Know» (прежде не издавалась) | 4:23         |

## Участники записи
- Джон Кораби — вокал, акустическая гитара, ритм-гитара, бас-гитара
- Мик Марс — соло-гитара, ритм-гитара, бас-гитара, ситар, мандолина, бэк-вокал
- Никки Сикс — бас-гитара, фортепиано, бэк-вокал
- Томми Ли — ударные, перкуссия, фортепиано, бэк-вокал

Приглашённые музыканты
- Гленн Хьюз — бэк-вокал («Misunderstood»)